# Малин, Дэвид
Дэвид Фредерик Малин (англ. David Malin; род. 28 марта 1941, Бери, Большой Манчестер) — британско-австралийский астроном и фотограф. Известен прежде всего своими цветными снимками астрономических объектов. В его честь названа галактика Malin 1, которую он открыл в 1986 году и которая является самой большой спиральной галактикой, обнаруженной на сегодняшний день.

## Биография
Родился в 1941 году, вырос в Хейвуде, Большой Манчестер, на севере Англии. Получил образование химика и первоначально работал в области микроскопии. В 1975 году переехал в Сидней, устроился на работу в Англо-австралийскую обсерваторию (AAO). Там он разработал несколько методов обработки фотографий, чтобы максимально увеличить способность извлекать слабые и малоконтрастные детали из нелинейного отклика и высокой плотности фотопластинок. Изначально эти методы были разработаны для повышения научной отдачи от фотографии, но сейчас Малин наиболее известен благодаря серии трёхцветных широкоугольных изображений объектов глубокого космоса, которые были широко растиражированы в виде плакатов и книг по всему миру. Большинство профессиональных астрономических фотографий являются монохроматическими; если требуются цветные снимки, необходимо три изображения. За свою карьеру в AAO Малин сделал около 150 трёхцветных изображений объектов глубокого неба, в основном используя пластины, снятые с помощью 4-метрового Англо-Австралийского телескопа и 1,2-метрового телескопа Шмидта в Великобритании.
В 1986 году он открыл гигантскую спиральную галактику Malin 1, расположенную на расстоянии 1,19 млрд световых лет (366 Мпк) в созвездии Волосы Вероники, недалеко от северного галактического полюса. По состоянию на февраль 2015 года это самая большая спиральная галактика, обнаруженная до сих пор, с приблизительным диаметром 650 000 световых лет (200 000 пк).
С начала 1990-х годов астрофотография на основе серебра была в значительной степени вытеснена цифровыми датчиками, но многие технические достижения, которые Малин привнёс в эту область, были перенесены на обработку астрофотографии на компьютерах.
Малин опубликовал более 250 научных работ по системе астрофизических данных (ADS) и десять книг.
В 2001 году он ушел из AAO, чтобы сосредоточиться на собственном бизнесе. David Malin Images управляет его коллекцией изображений, а также коллекциями других фотографов.

## Награды
- 1986: Медаль Джексон-Гвилт, Королевское астрономическое общество
- 1993: Медаль прогресса, Американское фотографическое общество[10]
- 2019: Member of the Order of Australia[11]

В 1991 году в его честь был назван астероид (4766) Malin.